# Jendrassik Ernő
Jendrassik Ernő (Kolozsvár, 1858. június 7. – Budapest, 1921. december 21.) orvos, bel- és ideggyógyász, fiziológus, a Magyar Tudományos Akadémia levelező (1898), majd rendes (1918) tagja. A legkorábbi magyar ideggyógyászok egyike, munkássága főként az idegbántalmak kóroktani és az idegrendszer élettani vizsgálata terén kiemelkedő jelentőségű. Jendrassik Jenő (1824–1891) orvos, fiziológus, biofizikus fia, Jendrassik Alfréd (1866–1932) építész bátyja, Jendrassik Loránd (1896–1970) orvos, fiziológus és Jendrassik György (1898–1954) gépészmérnök, feltaláló nagybátyja.

## Életútja
Orvosi oklevelét 1880-ban szerezte meg a Budapesti Tudományegyetemen, ezt követően a Wagner János irányította egyetemi belgyógyászati klinikán helyezkedett el tanársegédként. 1883-ban a lipcsei és a müncheni egyetemi klinikákon, 1884-től több bécsi kórházi kutatóhelyen, 1885-ben pedig a párizsi Pitié-Salpêtrière Kórház idegklinikáján – Jean-Martin Charcot szakmai irányítása alatt – folytatott neurológiai tanulmányokat. 1887-ben nevezték ki a Budapesti Tudományegyetemen az idegkórtan magántanárává, 1893-tól e tárgykör nyilvános rendkívüli tanáraként, 1903-tól nyilvános rendes tanáraként oktatott az orvosi karon, 1908-ban pedig a belgyógyászat nyilvános rendes tanára is lett. Ezzel párhuzamosan 1896-tól a Budai Irgalmasrendi Kórház ideg-, elme- és belgyógyász főorvosaként működött. 1903 és 1908 között az egyetemi idegklinika, 1908-tól haláláig a II. számú belklinika igazgatói tisztét is ellátta.

## Munkássága

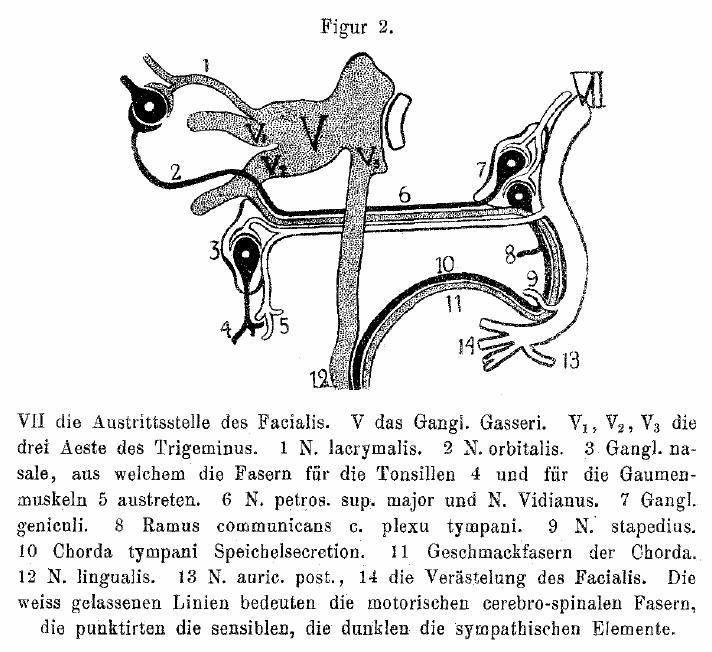
Jendrassik Ernő által készített illusztráció 1896-ból

Fő szakterülete a neuropatológia, vagyis az idegrendszer kóros elváltozásainak kutatása volt, de általános neurológiai és neurofiziológiai munkássága is jelentős. Az öröklődő idegbetegségeket az idegrendszer elfajulására vezette vissza, a gyógyíthatatlannak feltételezett örökletes idegbántalmak kapcsán vezette be az orvostudományba a heredodegeneráció fogalmát. Behatóan foglalkozott a hisztéria, a neuraszténia kóroktanával. A Basedow-kór kiváltó okait az idegrendszer megbetegedésében kereste, de ma már tudjuk, hogy ez a betegség az endokrin rendszer kóros elváltozásaira visszavezethető autoimmun betegség.
Neurofiziológiai munkássága részeként főként a reflexek – főként az ínreflex – mechanizmusát, valamint a normális és kóros járás élettanát és biomechanikáját kutatta. A kóros járás kapcsán jutott el az idegi eredetű, csökkent izomtónussal és kóros izomműködéssel járó izomdisztrófia kutatásához. Az agykéreg vizsgálatára elsőként alkalmazta a térdreflex kiváltását előidéző, róla elnevezett Jendrassik-féle műfogást, amelynek során a páciens összekulcsolt kezeit teljes erőből ellentétes irányba húzzák. Bebizonyította az arcideg élettani szerepét a könnyelválasztásban. A hipnózis és a szuggesztió jelenségeit vizsgálva a gondolkodás mechanizmusát fizikai okokra vezette vissza.
Pályája elején – az 1880-as és 1890-es évek fordulóján – behatóan foglalkozott belgyógyászati kérdésekkel is. Ez irányú vizsgálatai főként a szervi szívbajok kutatására és gyógyítására szorítkoztak. Emellett sikeres klinikai kísérleteinek köszönhetően vezették be 1886-ban gyógyszeralapanyagként a vizelethajtó hatású kalomelt (Hg2Cl2), illetve feltérképezte az emberi albumin biokémiai szerkezetét.
Kevés könyvet, monográfiát írt, de számos szakpublikációja jelent meg az Orvosi Hetilapban és a Magyar Orvosi Archívumban.
Gyakran foglalkozott a magyar orvosi műnyelv kérdéseivel, tudatosan törekedett a nemzetközi kifejezések magyarítására. Műkedvelő nyelvészként foglalkozott az igehasználat kérdéseivel is.

## Társasági tagságai és elismerései
Tudományos munkássága elismeréseként 1898-ban a Magyar Tudományos Akadémia levelező, 1918-ban rendes tagjai közé választották. Vezető szerepet vállalt a Magyar Természettudományi Társaság munkájában, 1891–1894 között az élettani szakosztály jegyzője, 1895–1897 között alelnöke, 1901–1903 között pedig elnöke volt. Emellett több éven át volt az Országos Orvosszövetség főtitkára is. Nemzetközi elismertségét jelzi, hogy levelező tagja volt a Német Neurológiai Társaságnak (Deutsche Gesellschaft für Neurologie), a Párizsi Anatómiai Társaságnak (Société anatomique de Paris), a Francia Neurológiai Társaságnak (Société Française de Neurologie), valamint a Bécsi Pszichiátriai és Neurológiai Egyesületnek (Wiener Verein für Psychiatrie und Neurologie).

## Emlékezete

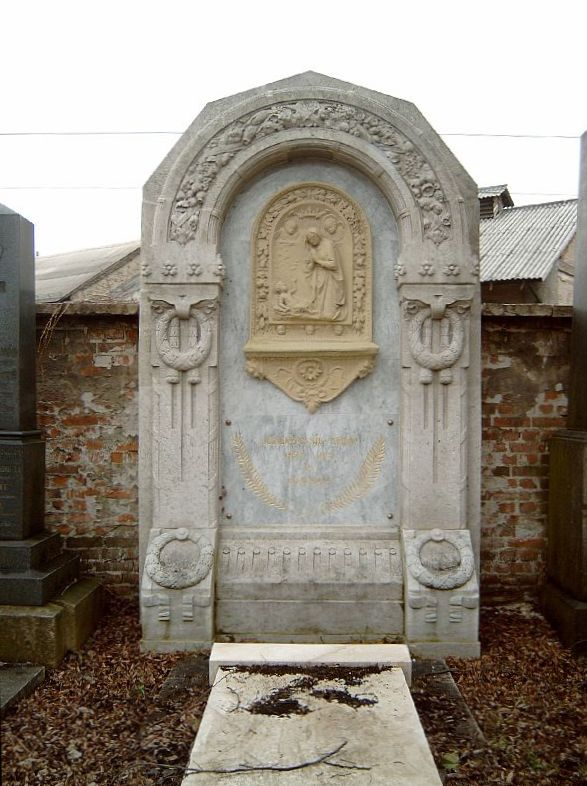
Jendrassik Ernő és apja, Jendrassik Jenő sírja a budapesti Fiumei úti sírkertben (J. 268.)

Életműve tiszteletére a Budapesti Orvostudományi Egyetem 1960-ban alapította meg a róla elnevezett Jendrassik Ernő-emlékérmet.

## Főbb művei
- A szervi szívbajok kórtana és orvoslása. Budapest, 1891.
- A belorvostan tankönyve I–II. Budapest, 1914. (többekkel társszerzőségben)
- Belorvosi diagnosztika. Budapest, 1921.